# Thaumetopoea pityocampa

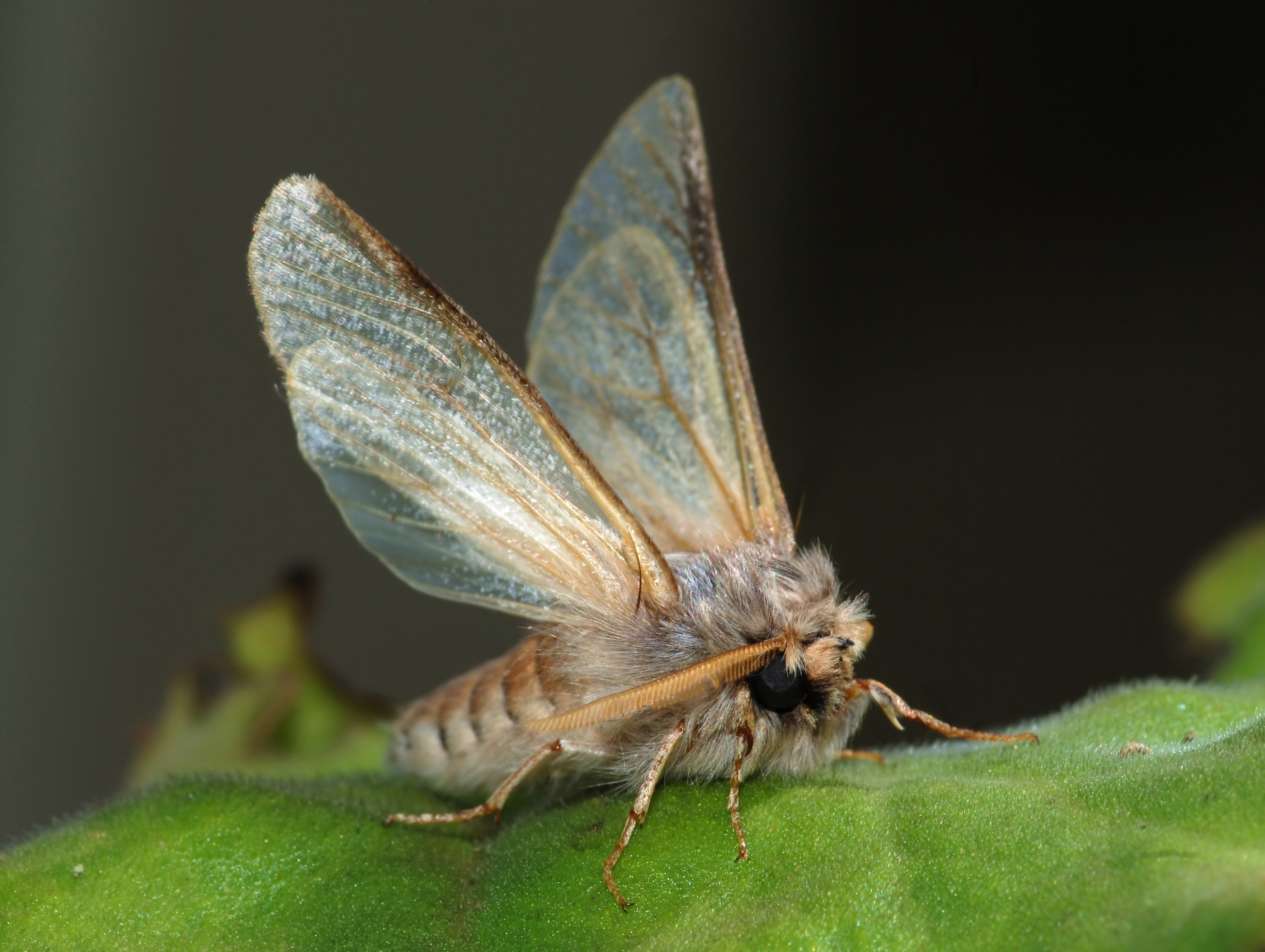
Con trưởng thành

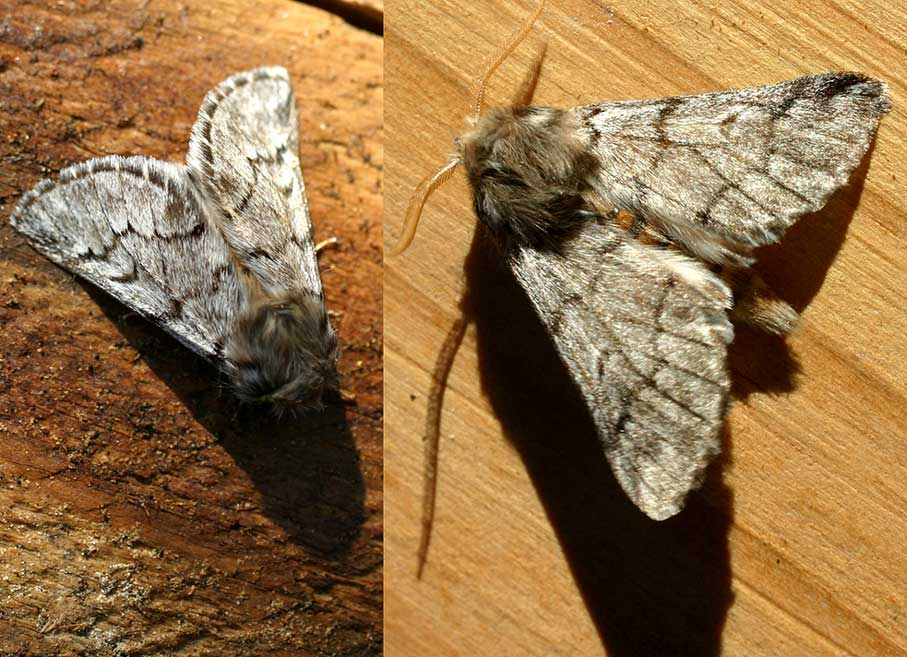

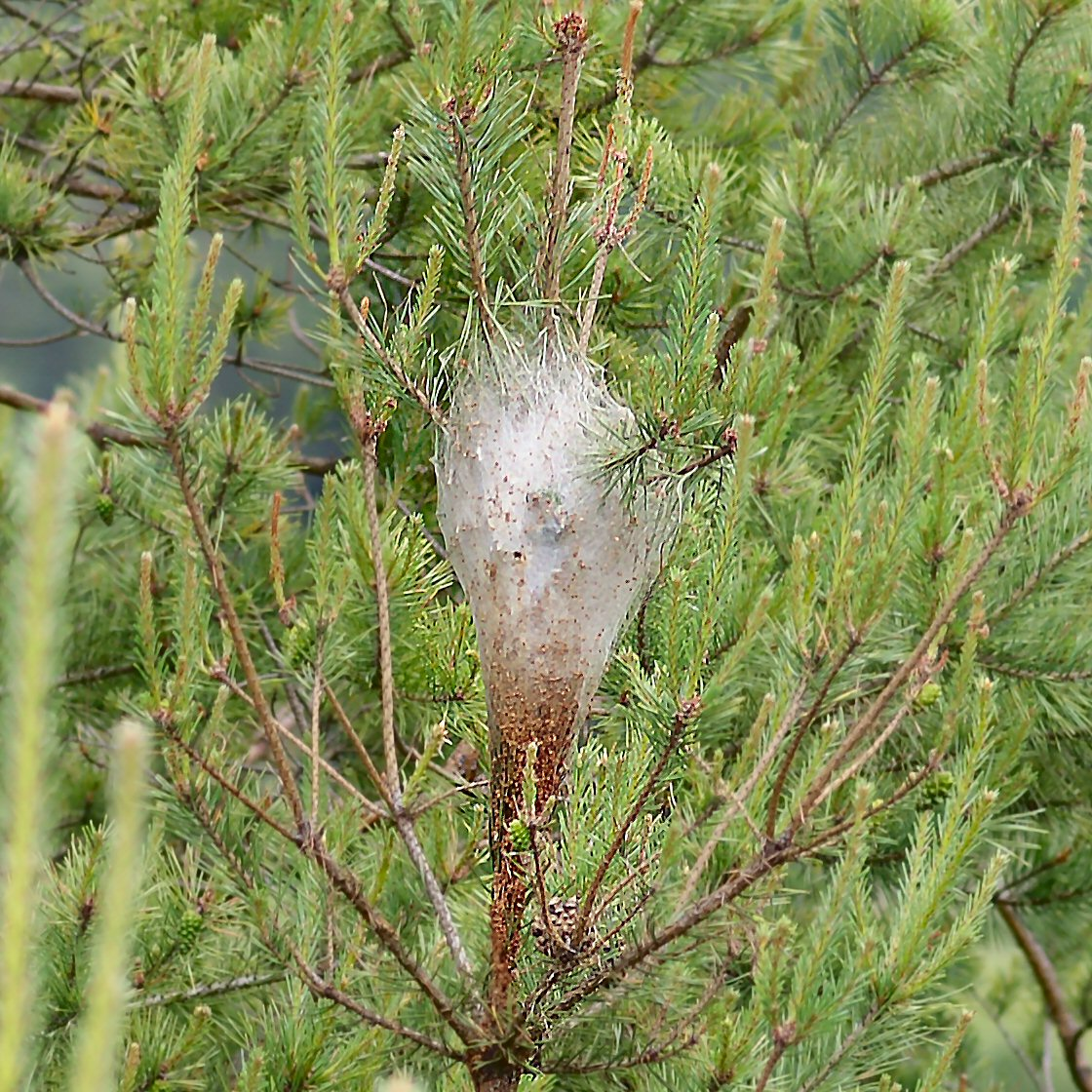
'Túp lều' các con sâu bướm xây trreen cây

Thaumetopoea pityocampa là một loài bướm đêm trong họ Thaumetopoeidae. Loài này đôi khi được đặt trong chi Traumatocampa. Loài này có nhiều ở các rừng gỗ thông ở miền trung và miền nam châu Âu, và một loại sâu bệnh gây hại quan trọng về kinh tế. Loài đáng chú ý cho hành vi của ấu trùng trải qua mùa đông trong cái tổ giống túp lều ở cao trên cây thông.
Con trưởng thành có cánh trước màu kem với những mảng màu nâu, và các cánh sau màu trắng. Loài này bay từ Tháng 5 đến tháng 7.
Ấu trùng là một loại sâu hại rừng lớn, sống cộng đồng lớn "lều", thường là cây thông nhưng đôi khi trong tuyết tùng hoặc cây đường tùng, diễu hành vào ban đêm trong một tập hợp duy nhất để ăn lá. Thường cũng có nhiều "lều" như vậy trong một cây. Khi chúng đã sẵn sàng để thành nhộng, ấu trùng diễu hành trong thời một hàng để xuống mặt đất, nơi chúng giải tán để thành nhộng đơn lẻ hoặc chỉ bên dưới bề mặt.
Không thể cầm con sâu bướm vì chúng có lông trên thân và gây ngứa rát dữ dội cho da, ấu trùng giai đoạn 5 có thể bắn lông ra khi chúng bị đe dọa hay bị căng thẳng, lông dưới dạng lao móc thâm nhập và gây ngứa cho vùng da xung quanh với chất protein gây rát Allergic reactions may follow in susceptible individuals on subsequent exposure to the hairs..
Fabre đã thực hiện một nghiên cứu nổi tiếng trên các ấu trùng diễu hành nơi một nhóm các con sâu mũi bám đuôi trong một vòng tròn với thức ăn ngay bên ngoài vòng tròn, chúng tiếp tục diễu hành trong vòng tròng trong một tuần. Các sâu bướm có thể theo một đường mòn pheromone hoặc tơ, nhưng các tác nhân kích thích chính đó gây ra sau đây là từ tóc (lông cứng) vào cuối bụng của con sâu bướm ở phía trước.